# Nangwala
Nangwala ist ein Verwaltungsbezirk (englisch Ward) des Distrikts Newala (TC) in der tansanischen Region Mtwara.

## Geografie
Nangwala liegt im Südosten von Tansania. Es ist der westliche Bezirk der Distrikthauptstadt Newala. Er grenzt im Norden an Mnekachi, im Nordosten an Tulindane, im Osten an Luchingu, im Südosten an Mtonya, im Südwesten an Makong’onda und im Westen an Mchauru. Bei der Volkszählung 2022 lebten 9723 Menschen in 3012 Haushalten auf einer Fläche von 29 Quadratkilometern.

## Gliederung
Der Bezirk besteht aus sechs Stadtteilen (Mtaa):
- Uwanja Wa Ndege
- Kotazi
- Nangwala Chini
- Jeshini
- Shuleni Chitandi
- Godauni Chitandi

## Bildung
Die Newala Secondary School ist eine staatliche weiterführende Tagesschule mit einer Ausbildung bis zur 4. Stufe. Die Nangwanda Secondary School ist ebenfalls staatlich und bildet Jugendliche Tages- und Internatsschüler bis zur 6. Stufe aus.